# Leptocentrus bajulans
Leptocentrus bajulans är en insektsart som beskrevs av William Lucas Distant. Leptocentrus bajulans ingår i släktet Leptocentrus och familjen hornstritar. Inga underarter finns listade i Catalogue of Life.